# Bailly-aux-Forges
Bailly-aux-Forges è un comune francese di 135 abitanti situato nel dipartimento dell'Alta Marna nella regione del Grand Est.

## Società

### Evoluzione demografica
Abitanti censiti